# William Brownlow
William Brownlow (1858-1937) est un aristocrate anglo-irlandais, propriétaire foncier, propriétaire d'hôtel et sportif.

## Biographie
Il est le fils aîné de Charles Brownlow (2e baron Lurgan) . Il est président des hôtels prestigieux Ritz, Carlton, Booth's Distilleries, etc. Dans sa jeunesse, il est un jockey et un golfeur passionné . Il succède à son père en 1882.
En septembre 1902, il est nommé steward de Lord Dudley, Lord lieutenant d'Irlande récemment créé.
Il fait l'objet de caricatures de Max Beerbohm. À sa mort en 1928, Brownlow est remplacé par Harry Higgins à la présidence du Ritz. Il souhaite avant tout attirer des clients américains à l'hôtel. Il est un ami proche du comte de Carnavon et de son épouse américaine Catherine Wendell, et il donne parfois au couple tout le deuxième étage de l’hôtel pour accueillir ses invités .